# Transformatie (taalkunde)
Een transformatie is in de taalkunde een gewoonlijk niet nader omschreven overgang van diepte- naar oppervlaktestructuur. De term heeft belangrijke implicaties voor de visie op taalkunde die men aanneemt: de transformationalistische taalkunde vormt een opzichzelfstaande linguïstische stroming, die daarenboven door andersdenkenden gecontesteerd wordt.
Transformationele taalkunde veronderstelt dat er een vastliggende, algemene syntactische grondstructuur voor taal in het algemeen bestaat; de Universele Grammatica is gestoeld op neurologische bevindingen: er is een min of meer afgebakend gebied in de hersenen (vooral het centrum van Broca) dat specifiek bedoeld is voor grammatica. Dit houdt in dat elke talige uitdrukking een transformatie is van een van de universeel toepasbare structuren die ieder mens in het brein heeft. De grammatica wordt dus als een autonoom opererende module gezien, die talloze structuren genereert; naargelang de specifieke eisen van de afzonderlijke taal worden foutieve uitdrukkingen weerhouden door middel van een soort talige filters.
De transformationele taalkunde wordt vrijwel vereenzelvigd met Noam Chomsky, wiens modellen steeds variaties zijn geweest op zijn TGG, Transformationeel-Generatieve Grammatica. Als tegenreactie op Chomsky, met name uit cognitieve en functionalistische hoek, werd het concept transformatie radicaal verworpen. Het voornaamste argument tegen het transformationalisme ligt in de bewering dat taal in de eerste plaats een communicatief proces is, en dat kinderen niet zozeer tijdens de taalverwerving hun aangeboren syntactische kennis aan de noden van hun moedertaal aanpassen, maar gewoon door te communiceren leren welke structuren in hun taal mogelijk zijn en welke niet.
Chomsky's leerling Jackendoff heeft de transformationele theorie op de semantiek toegepast, waarbij elke talige oppervlaktestructuur een transformatie van een dieper psychologisch concept is. Dit heeft de kloof tussen cognitivisten en transformationalisten enigszins nauwer gemaakt.
Een voorbeeld van een transformatie:
- Dit nieuws verblijdt mij.
- Ik ben blij met dit nieuws.

Met dit nieuws is een voorzetselgroep, die echter — tenminste in een transformationele analyse — tot onderwerp getransformeerd kan worden: dit nieuws als verblijder van mij. In de transformationalistische visie zijn beide zinnen semantisch gelijk; dit zijn louter verschillende realisaties van de structuur: 
- IK (persoon) + BLIJ (eigenschap) + NIEUWS (oorzaak)

Wat verschillend is, is de syntactische realisatie; de eigenlijke concepten blijven onveranderd. Deze concepten worden simpelweg anders getransformeerd.
Transformationalisme is niet gelijk aan generativisme: een grammatica kan structuren genereren zonder dat deze structuren transformaties van iets anders zijn.